# Trường Đại học Cảnh sát nhân dân (Việt Nam)
Trường Đại học Cảnh sát nhân dân (tiếng Anh: Vietnam People's Police University, thường được gọi tắt là VPPU, hoặc T48, T05) là một trường đại học chuyên ngành an ninh hệ công lập trực thuộc Bộ Công an tại Việt Nam. Được thành lập ngày 24/04/1976, trường có nhiệm vụ chính là đào tạo cán bộ Cảnh sát nhân dân trình độ đại học và sau đại học, bồi dưỡng nghiệp vụ cho cán bộ lãnh đạo, và là trung tâm nghiên cứu khoa học của ngành. Trụ sở chính của trường đặt tại số 36 đường Nguyễn Hữu Thọ, phường Tân Phong, Quận 7, Thành phố Hồ Chí Minh.

## Lịch sử hình thành
Ngày 24 tháng 4 năm 1976, Bộ Nội vụ (nay là Bộ Công an) ra Quyết định số 13/QĐ-BNV thành lập Trường Hạ sĩ quan Cảnh sát nhân dân II tại Miền Nam. Trường có nhiệm vụ đào tạo hạ sĩ quan và bổ túc sĩ quan Cảnh sát nhân dân theo chương trình do Bộ Nội vụ quy định và được coi tương đương như trường Trung học chuyên nghiệp của Nhà nước. Quy mô đào tạo của trường là 2.000 học sinh. Tổ chức bộ máy của trường có 12 phòng - khoa. Đồng chí Bùi Hoán và đồng chí Nguyễn Văn Tấn được Bộ chỉ định giữ chức vụ Hiệu trưởng và Phó Hiệu trưởng Nhà trường.
Ngày 1 tháng 4 năm 1985, Chủ tịch Hội đồng Bộ trưởng (nay là Thủ tướng Chính phủ) ra Nghị định số 99/HĐBT về việc thành lập trường Cao đẳng Cảnh sát nhân dân II, địa điểm tại Thành phố Hồ Chí Minh, nhằm tiếp tục nâng cao trình độ cho Công an nhân dân, nhất là lực lượng Cảnh sát nhân dân đủ sức đảm đương nhiệm vụ bảo vệ an ninh trật tự, đấu tranh phòng chống tội phạm.
Thực hiện nghị định 99/HĐBT của Hội đồng Bộ trưởng, ngày 19 tháng 10 năm 1985, Bộ trưởng Bộ Nội vụ đã ra Quyết định số 124/BNV chuyển Trường Trung học cảnh sát nhân dân II thành Trường Cao đẳng Cảnh sát nhân dân II, địa điểm đóng tại huyện Thủ Đức, thành phố Hồ Chí Minh. Trường có nhiệm vụ đào tạo cán bộ thực hành có trình độ đại học và tiếp tục đào tạo một số chuyên ngành thuộc hệ Trung học Cảnh sát nhân dân cho Công an các tỉnh thành phía Nam. Quy mô đào tạo là 1.500 học viên. Về tổ chức bộ máy: Trường có 01 Hiệu trưởng, 02 phó Hiệu trưởng, 5 bộ môn, 06 khoa nghiệp vụ, 07 phòng. Trường nằm trong hệ thống các trường Đại học và Trung học chuyên nghiệp của Nhà nước, là đơn vị dự toán cấp II.
Thực hiện Nghị định số 57/HĐBT của Hội đồng Bộ trưởng, ngày 27 tháng 7 năm 1989, Bộ trưởng Bộ Nội vụ ra quyết định số 53/QĐ-BNV chuyển trường Cao đẳng Cảnh sát nhân dân II thành trường Đại học Cảnh sát nhân dân cơ sở phía Nam. Cơ cấu của Phân hiệu gồm có 12 Bộ môn và 5 phòng.
Đầu năm 2001, Bộ Công an có chủ trương kiện toàn lại hệ thống các trường trong lực lượng Công an nhân dân, thành lập các Học viện An ninh nhân dân, Cảnh sát nhân dân theo đó Phân hiệu Đại học Cảnh sát nhân dân tại phía Nam được chuyển thành Phân viện Học viện Cảnh sát nhân dân tại thành phố Hồ Chí Minh. Ngày 2/10/2001 Bộ Công an đã ban hành Quyết định số 970/2001/QĐ-BCA (X13) quy định về chức năng, nhiệm vụ, quyền hạn và tổ chức bộ máy của Phân hiệu Học viện Cảnh sát nhân dân tại phía Nam. Quyết định chỉ rõ: "Phân viện Học viện Cảnh sát nhân dân tại thành phố Hồ Chí Minh thuộc Học viện Cảnh sát nhân dân là cơ sở đào tạo cán bộ Cảnh sát nhân dân có trình độ đại học; đào tạo, bồi dưỡng cán bộ lãnh đạo, chỉ huy lực lượng cảnh sát nhân dân; và là cơ sở nghiên cứu khoa học của Học viện Cảnh sát nhân dân; Quy mô đào tạo: 2.500 học viên; Địa điểm được đặt tại phường Linh Tây, quận Thủ Đức, thành phố Hồ Chí Minh. Phân viện Học viện do 1 Phó Giám đốc Học viện Cảnh sát nhân dân làm Phân Hiệu trưởng phụ trách, có 3 Phó Phân hiệu trưởng giúp việc; Tổ chức bộ máy của Phân viện Học viện Cảnh sát nhân dân tại thành phố Hồ Chí Minh gồm có 7 Bộ môn, 7 Khoa nghiệp vụ, 8 Phòng và 1 Trung tâm. Phân viện Học viện Cảnh sát nhân dân tại thành phố Hồ Chí Minh là đơn vị dự toán kinh phí cấp II và có con dấu riêng.
Để có điều kiện đảm nhận chỉ tiêu đào tạo trong những năm tới với lưu lượng 3.500 sinh viên, nhà trường đề xuất Bộ Công an cho liên hệ xin đất để xây dựng Trường Đại học Cảnh sát nhân dân tại địa điểm mới. Với sự nỗ lực tích cực và tinh thần trách nhiệm cao, các đồng chí cán bộ được Ban Giám hiệu giao nhiệm vụ đã làm việc có hiệu quả với cơ quan hữu quan. Ngày 24/2/2003 Ban quản lý khu Nam đã ký Văn bản số 71/CV-BQL chấp thuận địa điểm xây dựng Trường Đại học Cảnh sát nhân dân với diện tích 18 ha ở khu đại học phía Đông (khu số 3) thuộc phường Tân Phong, quận 7, Thành phố Hồ Chí Minh. căn cứ Thông báo số 2622/H11(H16) của Tổng cục Hậu cần Công An Nhân Dân về ý kiến của Thứ trưởng Bộ Công an Nguyễn Văn Tính, đồng chí Hiệu trưởng ký Quyết định số 734/QĐ-ĐHCS (HC) ngày 14/10/2003 thành lập Ban quản lý dự án xây dựng trường tại quận 7, thành phố Hồ Chí Minh.
Ngày 25/12/2006 Bộ trưởng bộ Công an đã có quyết định số 2008/2006/QĐ-BCA(X13) quy định chức năng, nhiệm vụ, quyền hạn và tổ chức bộ máy của Trường Đại học Cảnh sát nhân dân, quyết định này có hiệu lực sau 15 ngày kể từ ngày ký thay thế quyết định số 830/2003/QĐ-BCA(X13) là một dấu mốc quan trọng trên bước đường xây dựng và trưởng thành của Trường Đại học Cảnh sát nhân dân.

## Lãnh đạo hiện nay
- Hiệu trưởng: Thiếu tướng, GS.TS Trần Thành Hưng
- Phó Hiệu trưởng: Đại tá, Tiến sĩ Đặng Văn Tám (nguyên Phó Giám đốc CA tỉnh Long An)
- Phó Hiệu trưởng: Đại tá, PGS.TS Nguyễn Giang Nam (nguyên Phó Giám đốc CA tỉnh Kiên Giang).
- Phó Hiệu trưởng: Đại tá, PGS.TS Nguyễn Thành Phúc
- Phó Hiệu trưởng: Đại tá, PGS.TS Võ Quốc Công

## Hiệu trưởng qua các thời kỳ
- 2006-2013, Thiếu tướng PGS. TS. NGND. Phạm Hồng Cử
- 2014-2018, Thiếu tướng GS. TS. NGND. Trịnh Văn Thanh
- 2018 - 2021, Thiếu tướng PGS. TS. Trần Thành Hưng